# (1400) Tirela
(1400) Tirela est un astéroïde de la ceinture principale.

## Description
(1400) Tirela est un astéroïde de la ceinture principale. Il fut découvert le 17 novembre 1936 à Alger par Louis Boyer. Il présente une orbite caractérisée par un demi-grand axe de 3,13 UA, une excentricité de 0,23 et une inclinaison de 15,5° par rapport à l'écliptique.

## Compléments